# Oleg Volonev
Oleg Volonev – uzbecki zapaśnik w stylu wolnym. Wicemistrz igrzysk centralnej Azji w 1995 roku.